# Music Awards Ceremony 2020.
Music Awards Ceremony 2020, скраћено МАС 2020, била је свечана додела Скајмјузикових награда за достигнућа у музичкој индустрији на подручју некадашње Југославије током 2019. године. Манифестација је одржана 27. јануара 2020. године у Београду, у Штарк арени. Додељено је 18 награда у такмичарским категоријама и 6 специјалних признања.
Директан пренос емитован је на следећим телевизијама: 
- Пинк ТВ (за Србију),
- РТЛ (за Хрватску),
- Радио-телевизија Црне Горе (за Црну Гору),
- Канал 5 (за Северну Македонију),
- ТВ3 (за Словенију),
- Радио-телевизија Републике Српске и Федерална телевизија (за Босну и Херцеговину).[1]

Водитељи централне церемоније били су Галеб Никачевић, Тамара Тодевска и Ана Радишић. Долазак звезда на црвени тепих пратили су Николина Пишек, Тамара Пауновић и Бошко Јаковљевић.

## Процес номиновања и гласања
У номиновању нумера и извођача учествовале су радио-станице из Србије, Хрватске, Босне и Херцеговине, Северне Македоније, Црне Горе и Словеније. Оне су своје номинације одредиле на основу сопствених параметара слушаности и популарности нумера и извођача.
У наставку процеса одлучивали су гласови публике. У првом кругу гласања у избору се нашло више од 600 номинација, разврстаних у 17 категорија.
У други круг гласања прошло је 120 номинација. Тада је додата и осамнаеста категорија, Јутјуб звезда, резервисана за извођаче старости до 21 године које су номиновали фанови путем друштвених мрежа.
На дан доделе награда у конкуренцији је остало по 5 до 6 номинација у свакој категорији.

## Категорије

### Поп нумера женског извођача
| Добитница               | Остале номинације                           |
| ----------------------- | ------------------------------------------- |
| Лена Ковачевић — Дубине | Антониа Гиговска — Никогаш, не вели никогаш |
| Лена Ковачевић — Дубине | Емина Јаховић — Вукови                      |
| Лена Ковачевић — Дубине | Јелена Розга — Прољеће                      |
| Лена Ковачевић — Дубине | Нина Бадрић — Рекао си                      |

### Поп нумера мушког извођача
| Добитник              | Остале номинације                           |
| --------------------- | ------------------------------------------- |
| Петар Грашо — Воли ме | Амел Ћурић — Нико                           |
| Петар Грашо — Воли ме | Џенан Лончаревић — Чувам твоја крила анђеле |
| Петар Грашо — Воли ме | Иван Зак — Сама                             |
| Петар Грашо — Воли ме | Саша Ковачевић — Преварена                  |

### Поп нумера бенд
| Добитници              | Остале номинације           |
| ---------------------- | --------------------------- |
| Магла бенд — Театрално | Црвена јабука — Пијане ноћи |
| Магла бенд — Театрално | Љубавници — Једна једина    |
| Магла бенд — Театрално | Модријани — Среча је в нају |
| Магла бенд — Театрално | Учитељице — На уснама       |

### Поп рок нумера
| Добитници                    | Остале номинације           |
| ---------------------------- | --------------------------- |
| Парни ваљак — Откуд ти право | Ана Станић — Холивуд        |
| Парни ваљак — Откуд ти право | Антонио Перина — Балерина   |
| Парни ваљак — Откуд ти право | Бомбај штампа — Само лагано |
| Парни ваљак — Откуд ти право | С.А.Р.С. — Душе немаш       |
| Парни ваљак — Откуд ти право | — За сузе нема времена      |

### Алтернативна поп нумера
| Добитници                        | Остале номинације              |
| -------------------------------- | ------------------------------ |
| Буч Кесиди — Нема љубави у клубу | — Перу                         |
| Буч Кесиди — Нема љубави у клубу | Дупер — Ние сме 2              |
| Буч Кесиди — Нема љубави у клубу | Сајси Ем-Си — Мени се не удаје |
| Буч Кесиди — Нема љубави у клубу | Сара Јо — Мили, мили           |
| Буч Кесиди — Нема љубави у клубу | Сенида — Црно срце             |

### Поп фолк нумера
| Добитник                        | Остале номинације                         |
| ------------------------------- | ----------------------------------------- |
| Влатко Лозаноски Лозано — Мајко | Антонија Шола — Очи боје оцеана           |
| Влатко Лозаноски Лозано — Мајко | Илма Карахмет — Ништа твоје               |
| Влатко Лозаноски Лозано — Мајко | — Венама                                  |
| Влатко Лозаноски Лозано — Мајко | Наташа Беквалац и Магла бенд — Непријатељ |

### Реп/хип-хоп нумера
| Добитник                        | Остале номинације                                 |
| ------------------------------- | ------------------------------------------------- |
| Смоке Мардељано — Хвала хип хоп | — Празан диско                                    |
| Смоке Мардељано — Хвала хип хоп | Бака прасе — Оно моје                             |
| Смоке Мардељано — Хвала хип хоп | Џала Брат, Буба Корели и Раф Камора — Зове Вијена |
| Смоке Мардељано — Хвала хип хоп | Клинац — У сумрак/Светла                          |
| Смоке Мардељано — Хвала хип хоп | Слаткаристика и 2Бона — Дијаманти                 |

### Народна фолк нумера
| Добитница                             | Остале номинације                         |
| ------------------------------------- | ----------------------------------------- |
| Александра Пријовић — Богата сиротиња | Амар Гиле — Нек то будем ја               |
| Александра Пријовић — Богата сиротиња | Дарко Лазић — Мајко                       |
| Александра Пријовић — Богата сиротиња | Џенан Лончаревић — Ако питаш              |
| Александра Пријовић — Богата сиротиња | Кија Коцкар — Аморова стрела              |
| Александра Пријовић — Богата сиротиња | Милица Тодоровић и Мирза Селимовић — Авет |

### Рок нумера
| Добитници                 | Остале номинације                                  |
| ------------------------- | -------------------------------------------------- |
| — Више те не волим ко пре | Дивље јагоде — Због тебе драга                     |
| — Више те не волим ко пре | Горан Баре и Мајке — Зашто                         |
| — Више те не волим ко пре | Обојени програм — Умеш ли да управљаш са временом? |
| — Више те не волим ко пре | — Јаз                                              |

### Треп нумера
| Добитница       | Остале номинације      |
| --------------- | ---------------------- |
| Сенида — Мишићи | Цоби — Бисери из блата |
| Сенида — Мишићи | ДНК — Горе или доле    |
| Сенида — Мишићи | Инас — Да да да        |
| Сенида — Мишићи | Џала Брат — #99        |
| Сенида — Мишићи | — Дух                  |

### Треп колаборација
| Добитници                           | Остале номинације                        |
| ----------------------------------- | ---------------------------------------- |
| Газда Паја и Јелена Карлеуша — Лајк | Корона и Римски — Црне кише              |
| Газда Паја и Јелена Карлеуша — Лајк | Цвија и Ем-Си Јанко — Горе или доле      |
| Газда Паја и Јелена Карлеуша — Лајк | Џала Брат, Буба Корели и Цоби — О.Д.Д.Д. |
| Газда Паја и Јелена Карлеуша — Лајк | Реља и Николија — Медуза                 |

### Нови извођач
| Добитница            | Остале номинације           |
| -------------------- | --------------------------- |
| Ангелина — Пиле моје | Бресквица — Утопиа          |
| Ангелина — Пиле моје | Д мол —                     |
| Ангелина — Пиле моје | Дина Лешко — Све је илузија |
| Ангелина — Пиле моје | Луна Ђо — Девети круг       |
| Ангелина — Пиле моје | Нера Мамић — Аламо          |

### Ворлд мјузик нумера
| Добитници       | Остале номинације                          |
| --------------- | ------------------------------------------ |
| С.А.Р.С. — Руке | Бркови — Хоћу да ми дијете слуша народњаке |
| С.А.Р.С. — Руке | — Излечи ме                                |
| С.А.Р.С. — Руке | Габи Новак — Неко чека на тебе             |
| С.А.Р.С. — Руке | — Нешто ке те питам бабо                   |
| С.А.Р.С. — Руке | Фрајле — Злато                             |

### Концерт
| Добитница                               | Остале номинације                          |
| --------------------------------------- | ------------------------------------------ |
| Марија Шерифовић (Сава центар, Београд) | (Арена Борис Трајковски, Скопље)           |
| Марија Шерифовић (Сава центар, Београд) | Калиопи (Сава центар, Београд)             |
| Марија Шерифовић (Сава центар, Београд) | Лепа Брена (Штарк арена, Београд)          |
| Марија Шерифовић (Сава центар, Београд) | Маја Беровић (Штарк арена, Београд)        |
| Марија Шерифовић (Сава центар, Београд) | Тони Цетински (Стадион Ташмајдан, Београд) |

### Музички видео
| Добитница                   | Остале номинације          |
| --------------------------- | -------------------------- |
| Наташа Беквалац — Дођи мами | Франка — Љубав, ништа више |
| Наташа Беквалац — Дођи мами | Жак Хоудек — Воли до боли  |
| Наташа Беквалац — Дођи мами | —                          |
| Наташа Беквалац — Дођи мами | Сара Јо — Без сна          |
| Наташа Беквалац — Дођи мами | Сенида — Мишићи            |

### Обрада
| Добитнице                          | Остале номинације                |
| ---------------------------------- | -------------------------------- |
| Фрајле и Тијана Дапчевић — Негатив | Аурора — Програм твог компјутера |
| Фрајле и Тијана Дапчевић — Негатив | Бојана Вунтуришевић —            |
| Фрајле и Тијана Дапчевић — Негатив | Марко Луис —                     |
| Фрајле и Тијана Дапчевић — Негатив | Саша Матић — А ја имам тебе      |

### Поп колаборација
| Добитници                          | Остале номинације                                 |
| ---------------------------------- | ------------------------------------------------- |
| Сергеј Ћетковић и — Пусти проблеме | Данијела Карић и Елена Ристеска — Срца се погреше |
| Сергеј Ћетковић и — Пусти проблеме | Данијела Мартиновић и Јоле — На граници           |
| Сергеј Ћетковић и — Пусти проблеме | Гуру Харе и Аки Рахимовски — Мајко                |
| Сергеј Ћетковић и — Пусти проблеме | Миа Димшић и Марко Тоља — Сва блага овог свијета  |

### Јутјуб звезда
| Добитници                    | Остале номинације                    |
| ---------------------------- | ------------------------------------ |
| Војаж и Бресквица — Врати ме | Клинац — У сумрак/Светла             |
| Војаж и Бресквица — Врати ме | Анђела и Нађа — Пропуштен позив      |
| Војаж и Бресквица — Врати ме | Баке — Број                          |
| Војаж и Бресквица — Врати ме | Брацо Гајић и Андрија Јо — Ниђе везе |

## Специјална признања
| Називи признања                   | Добитници               |
| --------------------------------- | ----------------------- |
|                                   | Сенида                  |
| Признање за животно дело          | Оливер Мандић           |
| Певачица године                   | Нина Бадрић             |
| Највећи утицај на музику региона  | Џала Брат и Буба Корели |
| Регионални допринос музици        | Лепа Брена              |
| Неизбрисив траг у народној музици | Шабан Шаулић            |